# Pamela Sue Martin
Pamela Sue Martin (Westport, 5 gennaio 1953) è un'attrice statunitense nota soprattutto per i ruoli interpretati in diversi telefilm degli anni settanta.

## Biografia
Attrice di bellezza raffinata è internazionalmente conosciuta, in particolare, per aver interpretato il ruolo di Fallon Carrington Colby nel serial tv Dynasty tra il 1981 e il 1984.
Il suo debutto cinematografico avviene con il film L'avventura del Poseidon (1972).
Nel 1983 è inoltre apparsa sulla copertina della rivista italiana Playmen.

## Filmografia

### Cinema
- To Find a Man, regia di Buzz Kulik (1972)
- L'avventura del Poseidon (The Poseidon Adventure), regia di Ronald Neame (1972)
- Our Time, regia di Peter Hyams (1974)
- Buster and Billie, regia di Daniel Petrie (1974)
- The Lady in Red, regia di Lewis Teague (1979)
- Torchlight, regia di Thomas J. Wright (1985)
- Flicks, regia di Peter Winograd e Kirk Henderson (1987)
- Grido nella foresta (A Cry in the Wild), regia di Mark Griffiths (1990)
- Soupernatural, regia di Christopher Noice (2010)
- McTaggart's Fortune, regia di Gary Ambrosia (2014)

### Televisione
- Le ragazze di Huntington House (The Girls of Huntington House), regia di Alf Kjellin – film TV (1973)
- La pistola e il pulpito (The Gun and the Pulpit), regia di Daniel Petrie – film TV (1974)
- The Hemingway Play, regia di Don Taylor (1976)
- Racconti della frontiera (The Quest) – serie TV, 1 episodio (1976)
- Nel tunnel dei misteri con Nancy Drew e gli Hardy Boys (The Hardy Boys/Nancy Drew Mysteries) – serie TV, 21 episodi (1977-1978)
- Il paradiso non può più attendere (Human Feelings), regia di Ernest Pintoff – film TV (1978)
- Fantasilandia (Fantasy Island) – serie TV, 1 episodio (1980)
- Love Boat (The Love Boat) – serie TV, 1 episodio (1980)
- Dynasty – serie TV, 86 episodi (1981-1984)
- Medicina amara (Strong Medicine), regia di Guy Green – miniserie TV (1986)
- Alfred Hitchcock presenta (Alfred Hitchcock Presents) – serie TV, 1 episodio (1987)
- Rogo (Bay Coven), regia di Carl Schenkel – film TV (1987)
- The Saint: The Software Murders, regia di Henry Herbert – film TV (1989)
- Sky Trackers, regia di John Power – film TV (1990)
- That '70s Show – serie TV, 1 episodio (2002)
- The L Word – serie TV, 1 episodio (2006)

## Doppiatrici italiane
Nelle edizioni in italiano dei suoi film, Pamela Sue Martin è stata doppiata da:
- Emanuela Rossi in Dynasty, Medicina amara
- Melina Martello in Nel tunnel dei misteri con Nancy Drew e gli Hardy Boys (1ª voce)
- Debora Magnaghi in Nel tunnel dei misteri con Nancy Drew e gli Hardy Boys (2ª voce)
- Laura Boccanera in Fantasilandia
- Cristina Boraschi in Alfred Hitchcock presenta
- Elda Olivieri in Rogo